# Milltown of Rothiemay
Milltown of Rothiemay est une localité de Moray, en Écosse.
La première mention du nom de Rothiemay remonte à 1264.
On y trouvait un château qui a été démoli en 1964.